# Atoportunus dolichopus
Atoportunus dolichopus is een krabbensoort uit de familie van de Portunidae. De wetenschappelijke naam van de soort is voor het eerst geldig gepubliceerd in 2003 door Takeda.